# Maria Elvira Salazar
Maria Elvira Salazar (ur. 1 listopada 1961 w Miami) – amerykańska dziennikarka, pisarka i polityk. Od 12 stycznia 2021 członkini Izby Reprezentantów Stanów Zjednoczonych jako reprezentantka 27. dzielnicy kongresowej Florydy. Członkini Partii Republikańskiej. 
Pięciokrotna laureatka Nagrody Emmy, nagrodzona za reportaże o Dominikanie, Salwadorze i Kubie.

## Biografia
Urodziła się w dzielnicy Little Havana w Miami jako córka kubańskich wygnańców. Część dzieciństwa spędziła w Portoryko. W 1983 r. uzyskała tytuł Bachelor of Arts w dziedzinie komunikacji na Uniwersytecie Miami, a w 1995 r. tytuł magistra administracji publicznej na Uniwersytecie Harvarda.

### Kariera telewizyjna
Rozpoczęła karierę w telewizji w 1984 roku jako lokalny reporter dla Channel 23, filii Univision Network w Miami. W 1988 roku nadała pierwszą w historii hiszpańskojęzyczną audycję dla CNN, stając się założycielem CNN Español. Była korespondentem Białego Domu i Pentagonu dla Univision.
W 1991 roku została szefową biura oddziału Univision w Ameryce Środkowej, relacjonując wojnę domową w Salwadorze. Spędziła dziewięć lat w Telemundo News, wpierw jako starszy korespondent zagraniczny, a następnie jako główna prezenterka wieczornych wiadomości. Jako jedna z nielicznych przeprowadziła indywidualne wywiady z dyktatorami – Fidelem Castro i Augusto Pinochetem. W 2004 roku dołączyła do Mega TV.
W 2010 roku opublikowała swoją pierwszą książkę zatytułowaną Si Dios Contigo, Quien Contra Ti?, która okazała się bestsellerem. Do 2015 roku prowadziła swój własny program informacyjny „Maria Elvira Live”. W 2016 roku wróciła do Mega TV jako prezenterka wieczorowych i nocnych wiadomości.

### Kariera polityczna
Po wejściu do polityki z Partią Republikańską, w 2018 r. kandydowała o miejsce pozostawione przez wieloletnią posłankę Ileanę Ros-Lehtinen, ale została pokonana przez demokratyczną przeciwniczkę, sekretarz zdrowia i opieki społecznej  – Donnę Shalalę, stosunkiem głosów 51,8% do 45,8%. W kolejnych wyborach, dwa lata później udało się jej pokonać Donnę Shalalę przewagą zaledwie dziesięciu tysięcy głosów, co stanowiło niespodziankę wyborczą.

## Życie prywatne
Salazar obecnie mieszka w Coral Gables ze swoimi dwiema córkami, Nicolettą i Martiną.

## Poglądy
Salazar sprzeciwia się finansowaniu aborcji przez podatników. Podczas swojej kampanii określała się jako „konserwatywna, chrześcijańska, zdroworozsądkowa” Republikanka. Zadeklarowała się jako chrześcijańska matka pro-life. Ponadto została opisana jako jeden z najostrzejszych krytyków rewolucji kubańskiej. Krytykowała prezydenta Baracka Obamę za politykę zbliżenia z Kubą.
W 2022 roku skrytykowała senatora i kandydata na prezydenta Kolumbii – Gustavo Petro, mówiąc „jest socjalistyczny i nic, co ma wspólnego z socjalizmem, nie jest dobre. Ani socjalizm demokratyczny, ani pragmatyczny, ani sympatyczny. Żaden socjalizm nie jest dobry”, oraz „Petro chce marksizmu i socjalizmu, systemu ideologicznego, który sprowadza tylko nędzę, ucisk i ostatecznie wygnanie”.